# エブロネス族

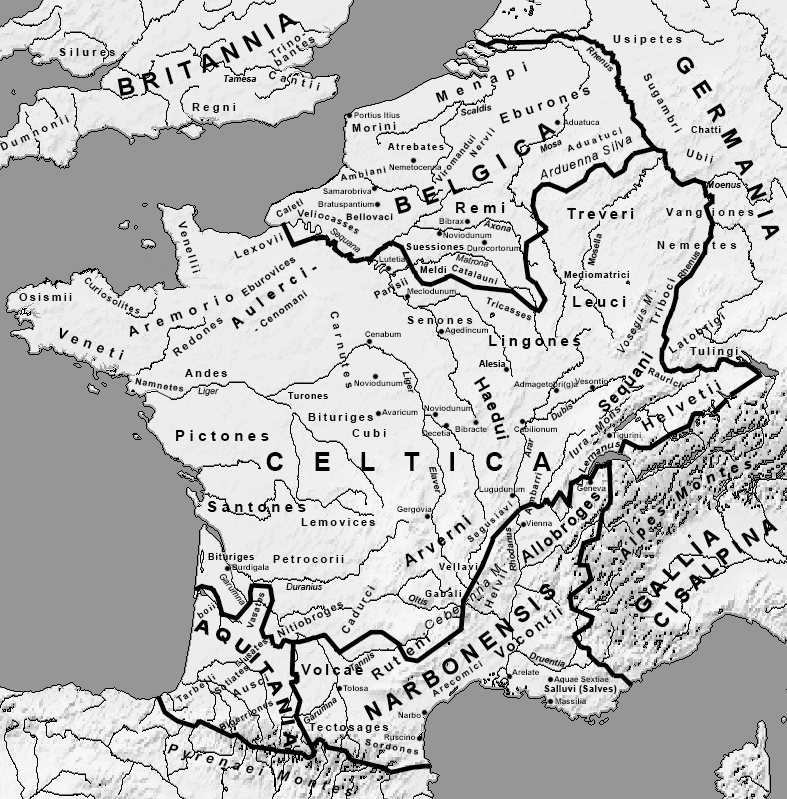
紀元前1世紀ごろのガリア

エブロネス族（拉：Eburones (エブロネース)、ガリア語：希文字で Ἐβουρωνοί およびローマ文字で EBVRONOI、Ebourōnoí (エブローノイ)、仏：Éburons (エブロン)、蘭・独：Eburonen (エブロネン)）は、古代ガリア北東部のベルギウム（現在のベルギー）に居住していたゲルマン人出身の部族。ガリア人の一派であるベルガエ人にも数えられる。
彼らの領土は、現在のベルギーのリエージュ州とリンブルフ地域（※二つのベルギーのとオランダのに同名州）および、ドイツのアーヘンまで近隣地域に約対応していました。

## 歴史
カエサル著『ガリア戦記』によれば、彼らはマース川とライン川の間に居住していた。主邑はアトゥアトゥカ（Atuatuca）であったとされている。

### ガリア戦争とエブロネス族の最期
紀元前54年、ガリア戦争の最中に、アンビオリクスが族長となった。それまで結束することのなかったガリアをアンビオリクスはまとめあげ、共和政ローマの属州総督ガイウス・ユリウス・カエサルに対して攻撃を開始した。
アンビオリクスは、ローマ軍の冬営地を急襲し、1個軍団を壊滅させ、総督の副官であるクィントゥス・ティトゥリウス・サビヌスとルキウス・アウルンクレイウス・コッタを敗死させた。
しかし、ローマ軍総司令官カエサルが軍をまとめて反撃を始めると、アンビオリクスは敗北した。エブロネス族は報復のために徹底的に根絶され、彼らの土地にはトゥングリ族が移住させられた。